# Kubuś (Panzerwagen)

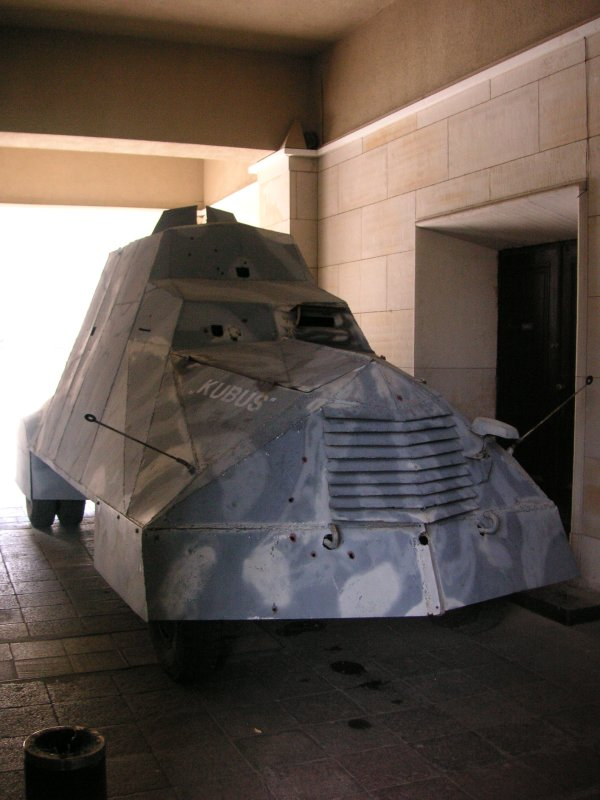
Der originale Kubuś-Wagen im Museum der Polnischen Armee

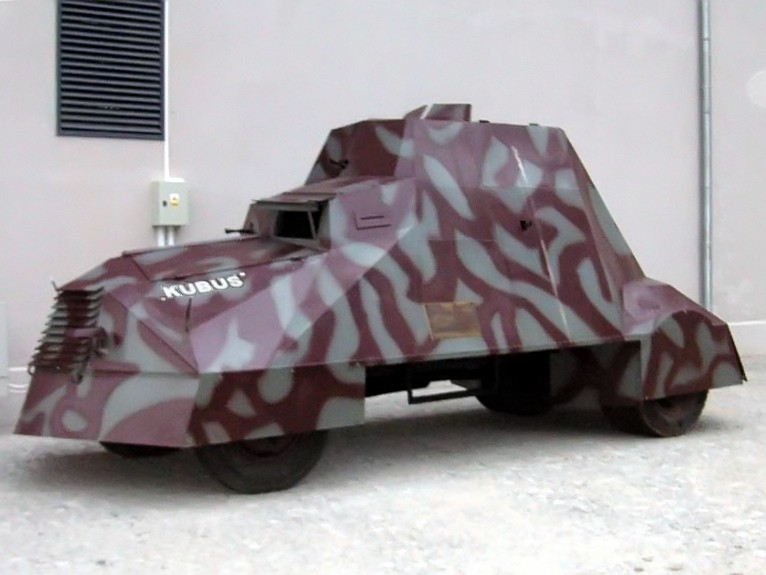
Modernes Replikat im Museum des Warschauer Aufstandes

Der Kubuś (polnisch für „Kleiner Jakob“) ist ein polnisches, improvisiertes Kampffahrzeug, das von der polnischen Heimatarmee während des Warschauer Aufstands im Zweiten Weltkrieg eingesetzt wurde.

## Namensgebung
Der Name Kubuś wurde in Erinnerung an die Ehefrau eines der Konstrukteure, gewählt. Sie war Anfang August getötet worden und hatte für sich den Tarnnamen Kubuś verwendet. Um sich gegenseitig zu schützen und einander nicht verraten zu können, verwendeten die Kämpfer des polnischen Widerstandes häufig Pseudonyme.

## Hintergrund und historische Bedeutung
Der Warschauer Aufstand war die militärische Erhebung der Polnischen Heimatarmee (Armia Krajowa, kurz AK) gegen die deutsche Besatzungsmacht im Zweiten Weltkrieg in Warschau vom 1. August bis zum 2. Oktober 1944. Die Warschauer Bevölkerung erwartete, dass die Rote Armee in Kürze die Stadt erreichen würde. Man wollte die Schwächung der deutschen Streitkräfte nutzen und sich eigenständig von der Besetzung befreien.
Der Bau dieses Panzerwagens, ohne jegliche industrielle Infrastruktur, wird von vielen Polen als Symbol für den ungebrochenen Widerstandswillen gegen die deutsche Besatzung gesehen und steht für den Kampfgeist und die Opferbereitschaft der Polen, die nicht gemeinsam mit den Westalliierten oder der Roten Armee während des Zweiten Weltkrieges gegen die Wehrmacht kämpften.

## Geschichte
Der Bau des Kubuś begann im Geheimen am 8. August 1944, eine Woche nach Beginn des Warschauer Aufstandes, in der Autowerkstatt von Stanisław Kwiatkowski im Warschauer Stadtbezirk Powiśle, an der Ecke der Tamka-Straße und der Topiel-Straße.
Der Hauptkonstrukteur des Fahrzeugs war Walerian Bielecki (Kriegsname Jan) und da es keinen Entwurf auf Papier gab, wurde die gesamte Konstruktion unmittelbar vor Ort improvisiert. Der Kubuś basierte auf dem Fahrgestell eines zivilen Chevrolet-157-LKW, der im Vorkriegspolen von der Firma Lilpop, Rau i Loewenstein in Lizenz gebaut worden war. Das Fahrgestell war zum Schutz der Besatzung mit Stahlplatten versehen, die mit einem Stahlrahmen verschraubt und dann zusammengeschweißt wurden. Um einen Blick nach draußen werfen zu können, befanden sich Beobachtungsschlitze in den vorderen und seitlichen Panzerplatten.
Er wurde gebaut, um als Panzerwagen und gepanzerter Mannschaftstransportwagen die Angriffe der Heimatarmee zu unterstützen. Vom Entschluss, ein Fahrzeug zu bauen, bis zur Übergabe des Fahrzeugs an die Kampftruppe der Heimatarmee vergingen nur 13 Tage. Der Bau des Kubuś wurde am 22. August abgeschlossen.

## Technische Daten
Als Fahrgestell für den Panzerwagen diente ein Chevrolet-Lkw-Modell 157 mit einer Nutzlast von drei Tonnen. Dieser wurde im Werk Lilpop, Rau i Loewenstein S.A. in Warschau hergestellt. Die gepanzerte Wanne war eine geschweißte Platte, die aus 5 bis 6 mm dicken, komplex geformten Stahlplatten zusammengesetzt wurde. Aufgrund der rationellen Neigungswinkel der Panzerplatten hat der Rumpf praktisch keine senkrechten Flächen. Das Fahrgestell des Fahrzeugs war ebenfalls vollständig gepanzert.
Der Panzerwagen konnte acht bis zwölf Soldaten befördern und war neben der persönlichen Bewaffnung der Soldaten mit einem sowjetischen 7,62-mm-Maschinengewehr, einem unter konspirativen Bedingungen hergestellten Flammenwerfer Modell K und Handgranaten bewaffnet.

## Einsatz
Das Fahrzeug wurde sofort nach der Fertigstellung in Dienst gestellt und der motorisierten Infanterieeinheit „Wydra“ zugeteilt. Die Besatzung bestand aus dem Kommandanten (Feldwebel Tadeusz Zieliński "Miś"), einem Fahrer und zehn Soldaten. Einer davon war Krzysztof Boruń, der später ein bekannter Journalist und Science-Fiction-Autor wurde.
Am folgenden Tag nahm es zusammen mit einem erbeuteten Sd.Kfz.251/3 Ausf.D mit dem Namen Szarego Wilka (Grauer Wolf) an einem Angriff auf den Hauptcampus der Universität Warschau teil, der von der Wehrmacht zu einer Militärgarnison umfunktioniert worden war. Dieser scheiterte.
Bei einem weiteren Angriff am 2. September 1944 im gleichen Abschnitt, wurde der Kubuś leicht beschädigt und letztlich aus der Kampfzone zurückgezogen. Er wurde in das von den polnischen Kräften kontrollierte Gebiet gebracht, doch eine Instandsetzung war nicht möglich und letztlich wurde das Fahrzeug nach zwei Wochen, am 6. September in der Okólnik-Straße aufgegeben.

## Verbleib
Das Original des Kubuś überstand den Krieg und ist bis heute im Polnischen Armeemuseum ausgestellt. Das Fahrzeug wurde 1945 für den Wiederaufbau des Museums genutzt und danach restauriert. Nach der Besetzung Polens waren die meisten zuvor vorhandenen Exponate des Museums von der Wehrmacht geraubt und abtransportiert worden.

## Reenactment
Ein maßstabsgetreuer Nachbau wurde 2004 von Juliusz Siudziński für das Museum des Warschauer Aufstandes gebaut und ist seit 2009 dort zu sehen. Dieses Fahrzeug nimmt häufig an verschiedenen Open-Air-Festivals und Reenactment-Shows teil.